# Gregor Gillespie
Gregor Gillespie, född 18 mars 1987 i Rochester, är en amerikansk MMA-utövare som sedan 2016 tävlar i organisationen Ultimate Fighting Championship.